# ان‌جی‌سی ۵۱۹
ان‌جی‌سی ۵۱۹ (انگلیسی: NGC 519) که گهگاه با نام PGC 5182 نیز شناخته می‌شود، یک کهکشان بیضوی است که در فاصلهٔ تقریبی ۲۴۲ میلیون سال نوری از منظومه شمسی در صورت فلکی نهنگ قرار دارد.این کهکشان در ۲۰ نوامبر ۱۸۸۶ توسط اخترشناس لوئیس سوئیفت کشف شد.

## تاریخچه کشف
سوئیفت با استفاده از یک تلسکوپ شکستی ۱۶ اینچی در رصدخانه وارنر، این شی را به همراه NGC 530، ۵۳۸ و ۵۵۷ کشف کرد.این کهکشان بعداً توسط یوهان لودویگ امیل درایر در فهرست عمومی جدید فهرست‌بندی شد، جایی که کهکشان به‌عنوان «بسیار ضعیف‌ترین، بسیار کوچک، گرد، بسیار دشوار» توصیف شد.